# Ducsai Ábel
Ducsai Ábel (1998. július 1. –) magyar szinkronszínész, youtuber.

## Élete
Édesanyja Jaksity Kata modell, műsorvezető. Hozzá fűződik számos film és sorozat szereplőinek magyar hangja, mint például A karate kölyök (Dre Parker), a Sok sikert, Charlie! (Gabriel „Gabe” Duncan), vagy a Trónok harca (Bran Stark).
Játszott a Vígszínházban és a Nemzeti Színházban. Youtube csatornáját 2012-ben hozta létre Stormeee névvel.

## Szinkronszerepei

### Filmekben
| Cím                               | Szerep             | Színész          |
| --------------------------------- | ------------------ | ---------------- |
| Állj mellém!                      | Chris Chambers     | River Phoenix    |
| Csenő manók                       | Borsószem          | Tom Felton       |
| Alulképző                         | Frankie Fowler     | Zachary Gordon   |
| Sose hátrálj meg!                 | Charlie Tyler      | Wyatt Smith      |
| 1981                              | Plante             | Léo Caron        |
| Ahol a vadak várnak               | Max                | Max Records      |
| Amelia - Kalandok szárnyán        | Gore Vidal         | William Cuddy    |
| Diploma után                      | Hunter Malby       | Bobby Coleman    |
| Fel                               | Russell            | Jordan Nagai     |
| Ha a gyerek az úr                 | Sammy Benson       | Billy Unger      |
| Nagy utazás                       | Chook              | Tom Russell      |
| Teremtés                          | Franky Darwin      | Gene Goodman     |
| Charlie St. Cloud halála és élete | Sam St. Cloud      | Charlie Tahan    |
| Egy ropi naplója                  | Greg Heffley       | Zachary Gordon   |
| Fekete lelkek                     | Andreu             | Francesc Colomer |
| Hálószobák                        | Max                | Dylan Sprayberry |
| A karate kölyök                   | Dre Parker         | Jaden Smith      |
| Kém a szomszédban                 | Ian                | Will Shadley     |
| Már megint Te?!                   | Ben                | Billy Unger      |
| Ne engedj el!                     | Tommy gyerekként   | Charlie Rowe     |
| Tron: Örökség                     | Sam Flynn fiatalon | Owen Best        |
| Valentin nap                      | Edison             | Bryce Robinson   |

Sorozatokban
Sok sikert Charlie!